# Szlichtyngowa
Szlichtyngowa este un oraș în Polonia.